# Isoetes saccharata
Isoetes saccharata är en kärlväxtart som beskrevs av Georg George Engelmann. Isoetes saccharata ingår i släktet braxengräs, och familjen Isoetaceae. Inga underarter finns listade i Catalogue of Life.